# Aïn Sidi Cherif
Aïn Sidi Cherif è un comune dell'Algeria, situato nella provincia di Mostaganem.